# Sivanandayoga
Sivanandayoga är ett andligt yogasystem grundat av Vishnudevananda. Systemet inkluderar användningen av asanas (yogapositioner) men är inte begränsat till dem som i yoga som träning. 
Vishnudevananda döpte systemet, såväl som den internationella organisationen Sivananda Yoga Vedanta Centers som ansvarar för att sprida dess läror, efter sin guru Sivananda. Uppdraget var "att sprida yogans läror och budskapet om världsfred". Uppdraget har sedan dess förfinats för att "praktisera och lära ut den urgamla yogakunskapen för hälsa, fred, enhet i mångfald och självförverkligande."
Vissa andra yogaorganisationer följer Sivanandas läror, inklusive Divine Life Society, Bihar School of Yoga, Integral Yoga (Satchidananda) och Chinmaya Mission. En del av dessa organisationer använder dock andra namn för sina yogasystem. Sivanandayoga är yogasystemet för organisationen Sivananda Yoga Vedanta Center och är baserat på Sivanandas läror för att syntetisera principerna för yogans vägar tillsammans med de fem yogapunkterna sammanställda av Vishnudevananda. Yogans vägar består av karma yoga, bhakti yoga, raja yoga och jnana yoga medan de fem yogapunkterna består av:
- Rätt träning (āsana)
- Rätt andningsteknik (prāṇāyāma)
- Rätt avslappning (śavāsana)
- Rätt kost och positivt tänkande (vedānta)
- Meditation (dhyāna)

Från 2019 har Sivananda Yoga Vedanta Centers hanterat utbredda anklagelser om sexuella övergrepp och våldtäkt av dess grundare Vishnudevananda och minst en annan högt uppsatt ledare för organisationen.

## Kultur

### Karmayoga
Sivanandayoga, och organisationen Sivananda Yoga Vedanta Center som sprider  läran, drivs på principerna om handlingens yoga (karmayoga). Grunden i Sivanandayoga bygger på volontärarbete. Det frivilliga arbetet motiveras genom att trycka på vikten av karmayoga, det vill säga: att tjäna andra är en nödvändig praxis för att öppna hjärtat, eftersom det minskar själviskhet och egoism. Detta i sin tur leder utövaren av karmayoga närmare förståelsen av den enhet som enligt hinduismen ligger bakom hela skapelsen. Denna praxis att betona vikten av osjälviskt handlande ärvdes från lärorna om karmayoga av Swami Sivananda.

### Att växa från hierarki till "Enhet i mångfald"
Swami Vishnudevananda var chef för all verksamhet inom Sivanandayoga och Sivananda Yoga Vedanta Center. Detta från  att verksamheten grundades 1959 tills strax före sin död 1993, då han tilldelade ansvaret för att sprida Sivanandayoga-lärorna till en grupp av lojala lärjungar. I styrelsen ingår nu åtta yoga acharyas (andliga lärare). Liksom många andliga lärare tilldelas  acharyor andliga namn som de fått som en del av denna tradition. Således använder de då inte de förnamn som de fick vid födseln.

## Historia

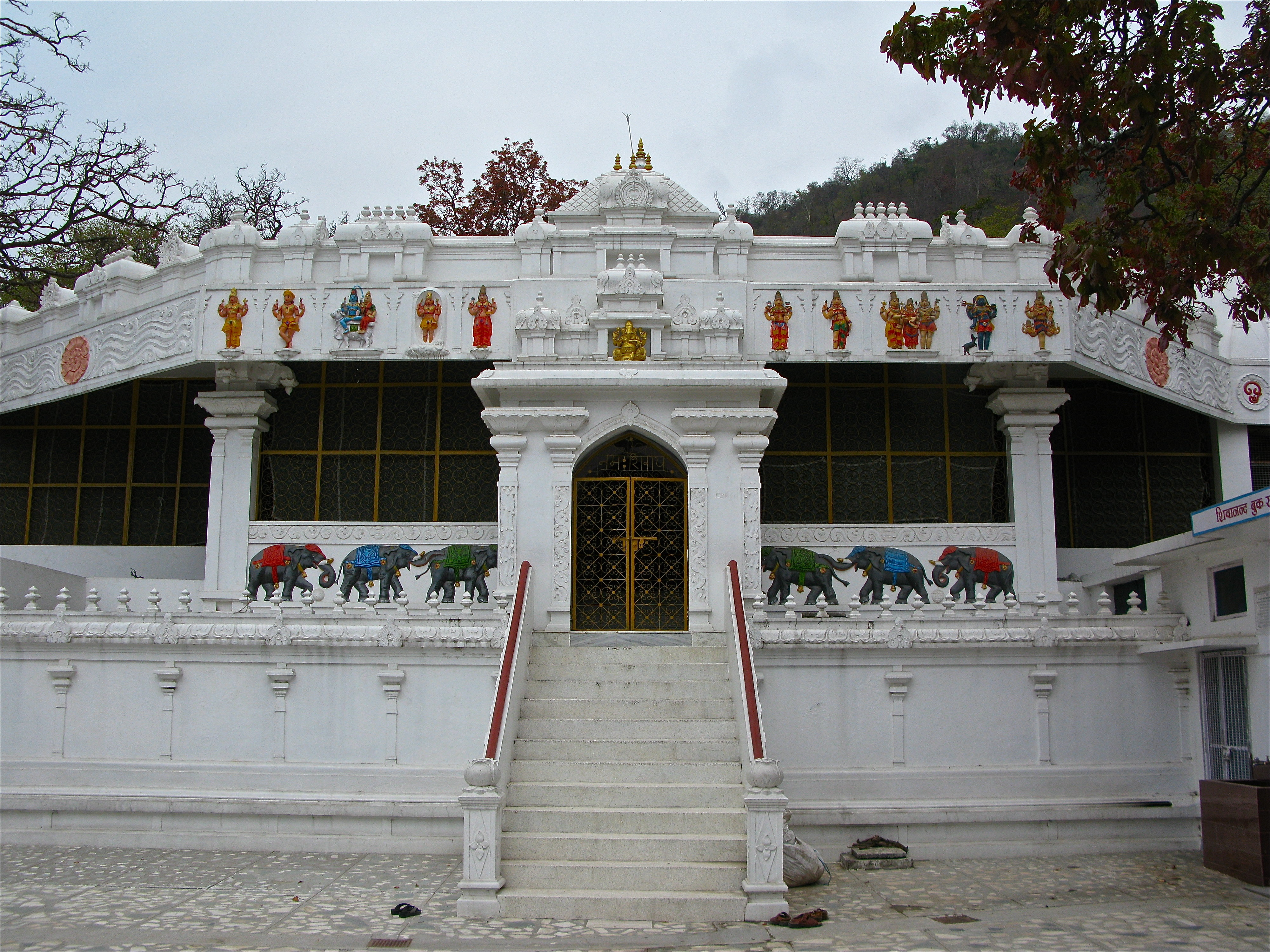
Divine Life Societys Sivananda-tempel vid Muni Ki Reti, Rishikesh

Swami Sivananda grundade det första Sivananda ashram 1932. Sivanandas vision  var att tjäna mänskligheten genom att dela sin djupa förståelse för yoga. Därför grundade han Divine Life Society som fick i uppdrag att publicera och fritt distribuera andligt material. För att göra lärorna mer tillgängliga utvecklade han Yogans syntes, en kombination av yogans formella läror – yogans fyra vägar – som han sammanfattade på följande sätt: 'Tjäna. Älska. Ge. Rena. Meditera. Inse.'
Swami Sivananda av Rishikesh följde Swami Vivekanandas vision om att yoga har fyra vägar, men vikten av asanas blev tydligare i Sivanandas undervisning. År 1959 var en av hans främsta elever Swami Vishnudevananda som senare skickades till väst för att sprida dessa läror.
Sivananda asana-programmet hade "en djupgående effekt" på utvecklingen av modern yoga som träning, som starkt betonar asanas. En annan av Sivanandas elever, Swami Satyananda Saraswati, grundade den inflytelserika Bihar School of Yoga 1964.
Påståenden om sexuella övergrepp och våldtäkter på kvinnliga anhängare av Vishnudevananda började bli offentliga 2019 när hans assistent Julie Salter publicerade sitt vittnesmål om sexuella övergrepp, begångna av en av rörelsens ledare, på Facebook den 10 december 2019. Sedan dess har andra följare kommit fram med information på liknande konton.